# 19e division (armée impériale japonaise)
La 19e division (第19師団, Dai-Jūkyu shidan) est une unité d'infanterie de l'armée impériale japonaise. Son nom de code est Division Tigre (虎兵団, Tora-heidan) et son symbole militaire est 19D. Elle est parfois nommée dans les rapports coréens sous le nom de « division Ranam (en) » d'après sa ville de stationnement. Les 19e et la 20e divisions sont toutes les deux créées comme force de garnison en Corée. Après la victoire japonaise durant la guerre russo-japonaise de 1904-05, et l'occupation suivante, puis l'annexion de la Corée en 1910, les autorités japonaises reconnaissent la nécessité de former une force de garnison locale composée de personnes connaissant la Corée.
La 19e division est stationnée dans l'extrême nord-est de la Corée (actuelle province du Hamgyong du Nord). Elle reçoit ses couleurs le 24 décembre 1915 et son quartier-général est déplacé au district de Yongsan-gu à Séoul le 16 avril 1915. Cependant, la division n'est pas considérée comme prête au combat avant 1918. Le retard est dû au financement limité alloué à la division pour construire ses installations en Corée et recruter et entraîner des recrues du Japon. De plus, la nouvelle division est en proie à des problèmes liés à la malaria et à la shigellose à sa base principale de Ranam dans le nord de la Corée, ayant enregistré 672 décès d'officiers en 1917. Ainsi, le quartier-général n'est installé à Ranam que le 10 avril 1919. Le premier commandant de la 19e division est le lieutenant-général Tachibana Koichirō.

## Histoire
Après l'incident de Mukden du 18 septembre 1931, le détachement (de la taille d'un régiment) de la 19e division, organisé au sein de la 38e brigade mixte indépendante, est envoyé assister la 20e division dans l'invasion japonaise de la Mandchourie, pendant laquelle il occupe les villes de Changchun et Harbin, et participe à la pacification du Mandchoukouo qui s'ensuit. Il continue à être stationné en Mandchourie par la suite.
Le 26 juillet 1938, la 19e division participe à la bataille du lac Khassan contre l'Union soviétique. Par la suite, avec l'augmentation des tensions le long de la frontière, la 19e division a 500 tués et 900 blessés du 6 au 11 août 1938. Elle est ensuite renvoyée dans sa garnison de Ranam dans la zone frontalière coréenne avec l'Union soviétique.
En mai 1943, le 74e régiment d'infanterie est séparé de la 19e division et transformé en 30e division. À la vue de la détérioration de la situation japonaise dans la guerre du Pacifique, la décision est prise de faire confiance dans le pacte nippo-soviétique et de réduire les forces laissées en réserve face à l'Union soviétique. En décembre 1944, la 19e division est transférée dans la 14e armée régionale aux Philippines. Elle est ensuite pratiquement annihilée durant les combats dans les montagnes du centre de l'île de Luçon lors de la bataille de Luçon et cesse d'exister comme unité fonctionnelle.